# Jánoky Sándor
Jánoky Sándor, Jánoki (Szentes, 1911. március 24. – Kecskemét, 1984. szeptember 12.) Jászai Mari-díjas magyar színész, érdemes művész.

## Életpályája
Szentesen született, 1911. március 24-én. Pályáját tízévesen kezdte, a Szegedi Nemzeti Színház tánckarában, majd 1929-tól kardalosként folytatta Kecskeméten. Különböző társulatokkal bejárta az egész országot (Békéscsaba, Szatmárnémeti, Győr, Pécs). 1949-től 1971-ig (nyugdíjazásáig) a kecskeméti Katona József Színház művésze volt. Később is fellépett kisebb szerepekben. Fiatalon bonvivánként majd táncos-komikusként aratott sikereket, idősebb korában jelentős karakterszerepeket alakított. Utoljára Molnár Ferenc: Doktor úr című darabjában lépett fel. Színészi pályáján több mint kétszáz szerepet játszott el.

## Fontosabb színházi szerepei
- William Shakespeare: A makrancos hölgy... Vincentio, öreg pisai úr
- William Shakespeare: Pericles... Első főember, Első nemes úr
- William Shakespeare: Coriolanus... Menenius Agrippa
- William Shakespeare: Szentivánéji álom... Zuboly
- Carlo Goldoni: A furfangos özvegy... Monsieur Le Bleu
- Makszim Gorkij: Kispolgárok... Tyetyerev
- Friedrich Schiller: Ármány és szerelem... A fejedelem komornyikja
- Arthur Miller: A salemi boszorkányok... Thomas Putnam
- Jean Anouilh: Euridiké... Dulac, impresszárió
- Karel Čapek: Fehér kór... Krüg báró
- Jókai Mór: A kőszívű ember fiai... Haynau
- Katona József: Bánk bán... Tiborc
- Katona József: Ziska vagyis a husziták első pártütése Csehországban... Voda
- Hunyady Sándor: Fekete szárú cseresznye... Nikolics
- Remenyik Zsigmond: Saroküzlet... Kocsmáros; Teheráni nagykövet
- Gárdonyi Géza: Ida regénye... Bogár
- Bródy Sándor: A tanítónő... Törvénybíró
- Móricz Zsigmond: Úri muri... Zsellyey Balogh Ábel
- Molnár Ferenc: Liliom... Fogalmazó
- Sarkadi Imre: Elveszett paradicsom... Marosi János
- Tabi László: Különleges világnap... Zsenda
- Karinthy Ferenc: Budapesti tavasz... Kapuvári
- Németh László: VII. Gergely... Crestencius
- Tímár Máté: Élet a küszöb felett... Bálint István, téeszelnök
- Pavlovits Miklós: Aigisztosz... Öreg zsoldos
- Mesterházi Lajos: Pesti emberek... András
- Hervé: Lili... De la Grange Balière (Baliere) báró
- Kálmán Imre: Cirkuszhercegnő... Tóni
- Bakonyi Károly – Szirmai Albert – Gábor Andor: Mágnás MiskaMiska, lovászgyerek
- Jacobi Viktor: Sybill... A nagyherceg
- Berté Henrik: Három a kislány... Novotny, titkosrendőr
- Schönthan fivérek: A szabin nők elrablása... Rettegi Fridolin, színigazgató
- Albert Maltz: A világ legboldogabb embere... Jesse

## Filmek, tv
- Köznapi legenda (színházi előadás tv-felvétele, 1966)
- Bors (sorozat)

- Borban a szabadság című rész (1971)

## Díjai, elismerései
- Jászai Mari-díj (1953)
- Érdemes Művész (1970)